# ホセ・ラモン・サンドバル
ホセ・ラモン・サンドバル・ウエルタス（José Ramón Sandoval Huertas、1968年5月2日 - ）は、スペイン・マドリード出身のサッカー指導者。2024年3月よりグラナダCFの監督と務めている。

## 経歴
プロサッカー選手としての実績は無く、両親から引き継いだ飲食店で料理人として働く傍ら指導者になるための勉強をしていた。1996-97シーズンにアマチュアクラブで指導者としてのキャリアをスタートさせた。キャリアの転機となったのは、2010年6月に就任したラージョ・バジェカーノでの手腕だった。当時セグンダ・ディビシオンに所属していたチームをリーグ戦2位に導き、見事プリメーラ・ディビシオン昇格を果たすと、自身初の1部を迎えることとなった2011-12シーズンも無事にクラブを残留させることに成功し、ラージョを退任後も以降はプロクラブで指揮を取ることとなった。
2024年3月19日、プリメーラで降格圏の19位に沈んでいたグラナダCFの新監督に就任した。サンドバルにとって9シーズンぶりとなる1部での指揮である。